# (6858) 1990 ST10
(6858) 1990 ST10 (1990 ST10, 1986 RM4, 1992 EJ) — астероїд головного поясу, відкритий 16 вересня 1990 року.
Тіссеранів параметр щодо Юпітера — 3,358.